# Maler von Athen 877

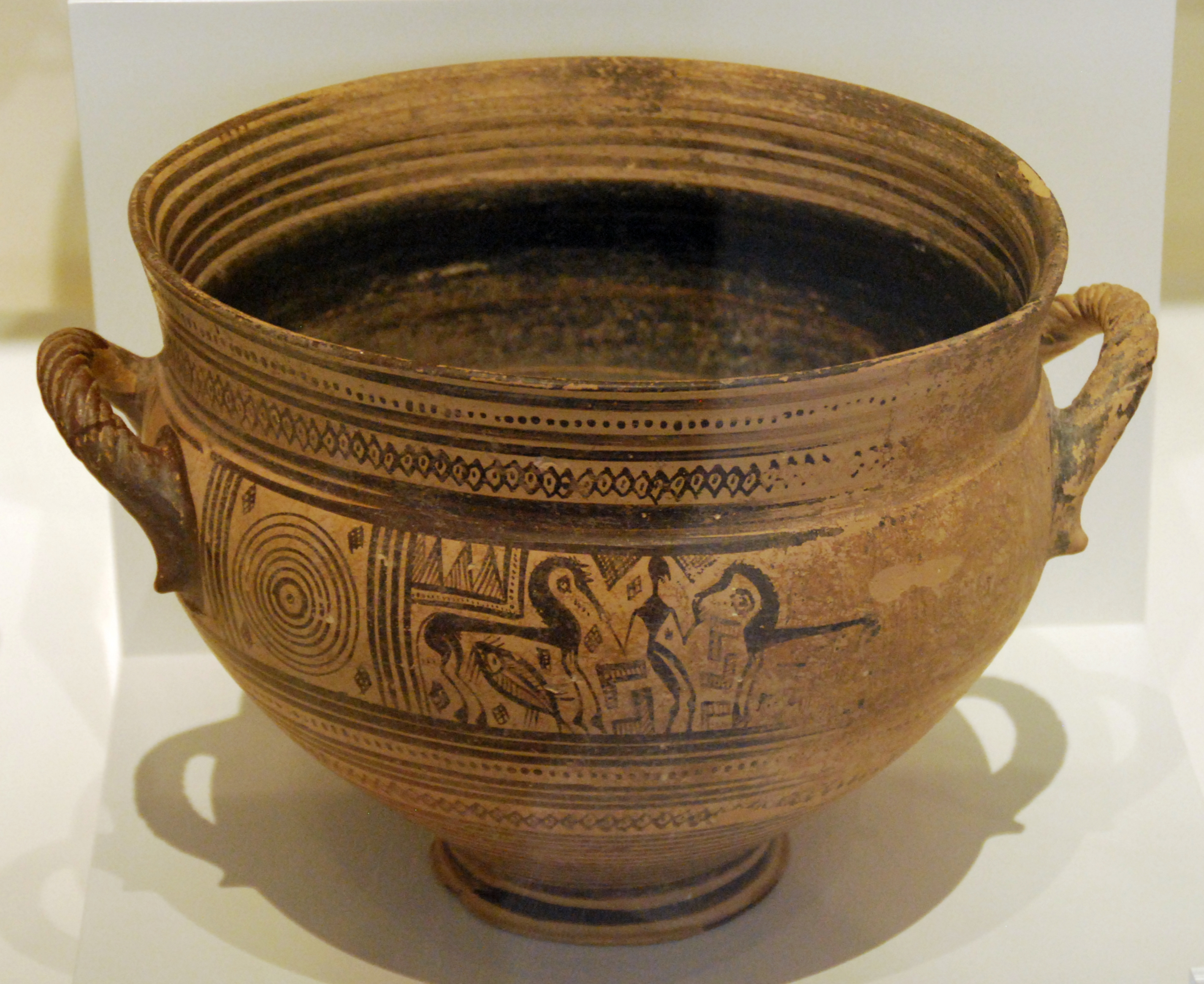
Krater in Athen, datiert zwischen 730 und 690 v. Chr.

Maler von Athen 877 ist der Notname eines spätgeometrisch-argivischen Vasenmalers. Er wirkte in der Zeit zwischen 750 und 690 v. Chr.
Dem Maler von Athen 877 werden zwei Vasen zugeschrieben, ein im Mykene gefundener Kantharos, der im Archäologischen Museum von Nafplio aufbewahrt wird, und ein in Tiryns gefundener Krater, die Namenvase, der sich im Archäologischen Nationalmuseum in Athen befindet. Seinen Notnamen erhielt er durch den Krater in Athen, der dort unter der Inventarnummer A 877 aufbewahrt wird.
Er gilt als mittelmäßiger Vertreter der geometrisch-argivischen Vasenmalerei, dessen Ausführung aber noch sorgfältig genug ist, um ihn als individuellen Maler fassen zu können. Auf beiden Vasen finden sich Darstellungen von Menschen und Pferden, deren Ausführung eine übertriebene Adaption der Malerei des Schliemann-Malers darstellt, wodurch die Proportionen jedoch natürlicher wirken. Wie beim Schliemann-Maler beugen Pferde von beiden Seiten ihren Kopf gegen einen mit erhobenen Händen zwischen ihnen stehenden Mann. Nase und Kinn der Männer sind deutlich ausgeprägt. Unter den Bäuchen der Pferde sind Fische mit großen runden Augen abgebildet, in den oberen Ecken der Bildfelder befinden sich rechteckig abgetrennte kleinere Felder, die mit Mustern gefüllt sind. Die Seitenfelder der Vasen sind mit Reihen von Vögeln bemalt und erinnern in der Ausführung an den Verdelis-Maler.